# Per (voornaam)

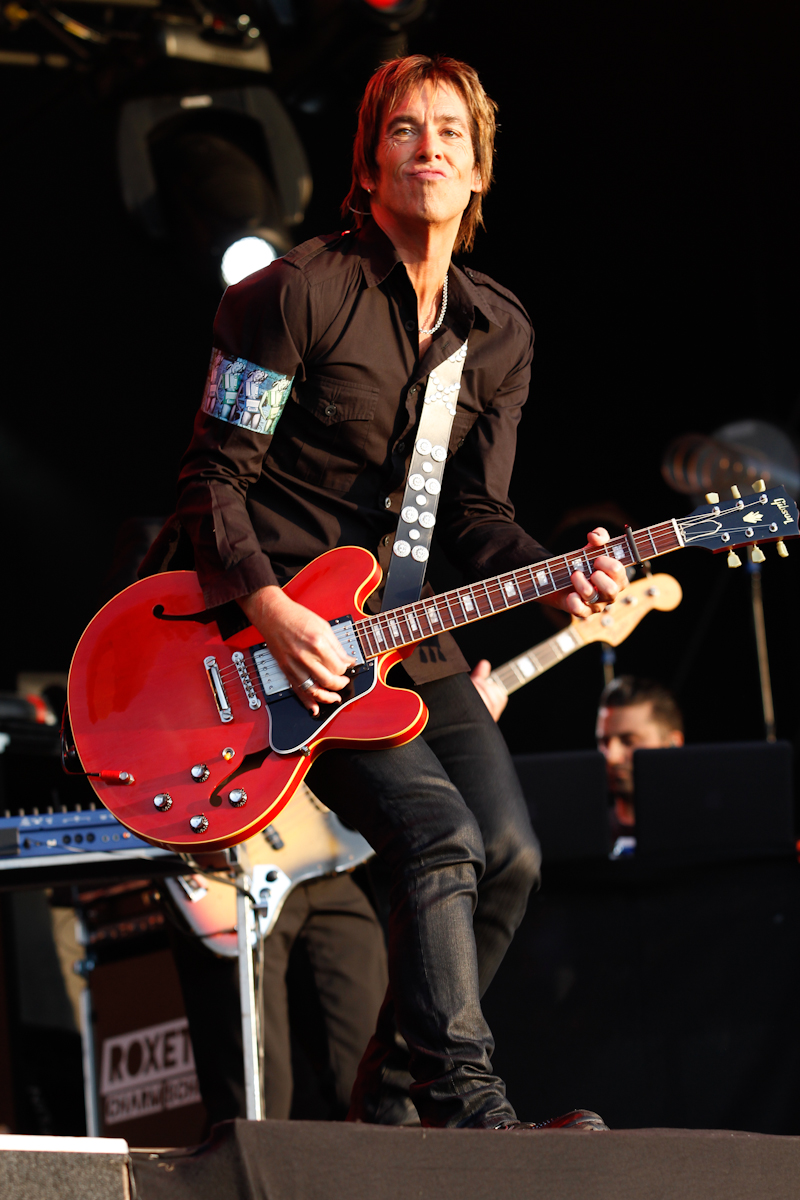
Per Gessle

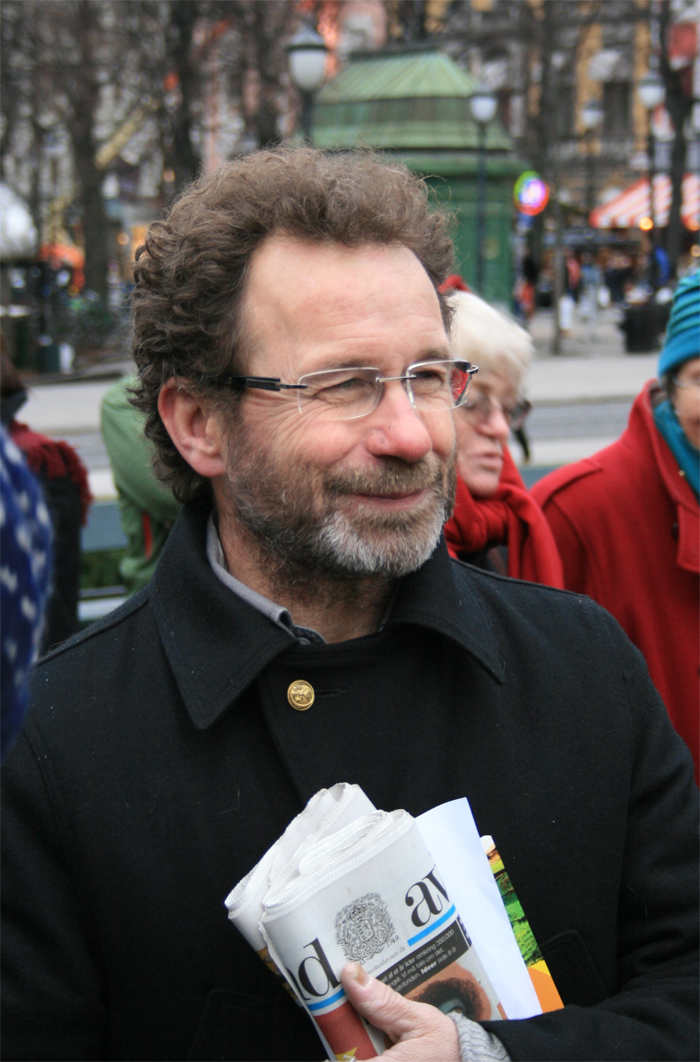
Per Petterson

Per is een jongensnaam. Het is de Scandinavische variant van de voornaam Peter en komt voor in het Deens, Noors en Zweeds. De naam is afgeleid van de Latijnse naam Petrus, die teruggaat op het Griekse woord petros, dat rots betekent. De voornaam "Per" wordt soms ook gecombineerd met andere voornamen om een samengestelde voornaam te vormen, vb. Per-Erik, Per-Johan, Per-Ulrik.

## Bekende naamdragers

### Per
- Per Egil Ahlsen, Noors voetballer
- Per Bjørang, Noors schaatser
- Per Borten, Noors politicus
- Per Brahe de Jonge, landdrost van Zweden, graaf van Visingsborg en generaal-gouverneur van Finland
- Per Teodor Cleve, Zweeds scheikundige en geoloog
- Per Olov Enquist, Zweeds schrijver
- Per Gessle, Zweeds singer-songwriter
- Per Albin Hansson, Zweeds politicus
- Per Kirkeby, Deens kunstenaar
- Per Krøldrup, Deens voetballer
- Per Mertesacker, Duits voetballer
- Per Ivar Moe, Noors schaatser
- Per Petterson, Noors schrijver
- Per Axel Rydberg, Zweeds-Amerikaans botanicus

### Samengestelde voornaam met Per
- Per-Ingvar Brånemark, Zweeds chirurg en hoogleraar
- Per-Erik Hedlund, Zweeds langlaufer
- Per-Ulrik Johansson, Zweeds golfer
- Per-Johan Lindholm, Fins jurist

## Fictief figuur
- Per Gynt, Noors volksheld